# 夏尔·欧仁·加布里埃尔·德·拉·克鲁瓦

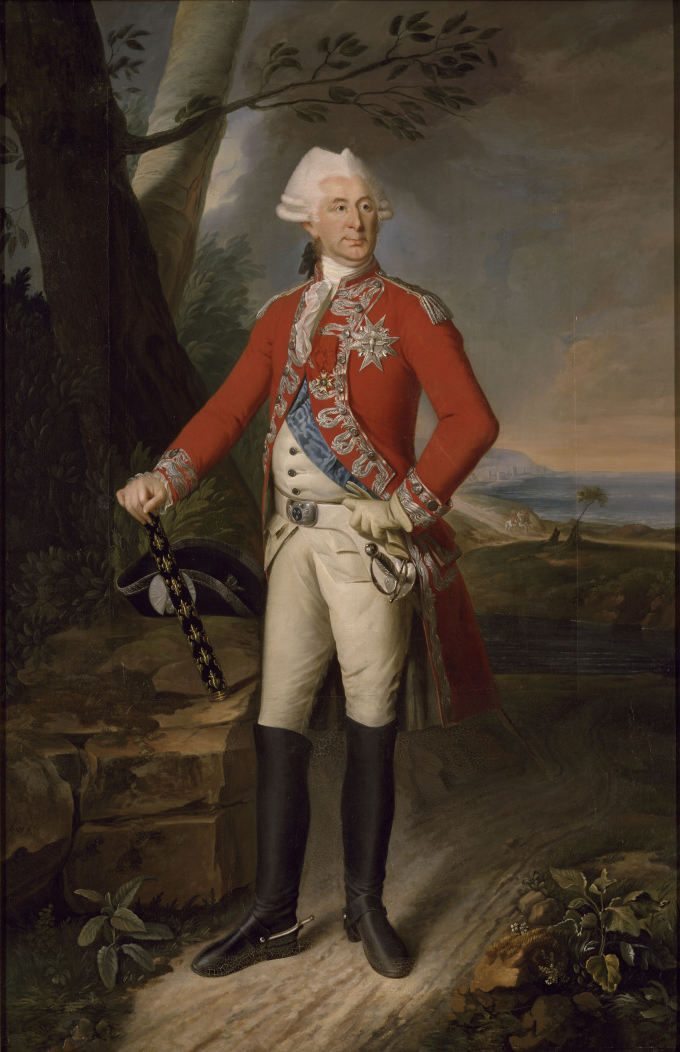
夏尔·欧仁·加布里埃尔·德·拉·克鲁瓦

卡斯特里侯爵夏尔·欧仁·加布里埃尔·德·拉·克鲁瓦·德·卡斯特里（法語：Charles Eugène Gabriel de La Croix de Castries, marquis de Castries，1727年2月25日—1801年1月11日），法国元帅。
1739年加入法国皇家军团，1742年被提拔为中尉。他在七年战争以及所有路易十五的战役中表现的出色。1756年远征圣卢西亚，该岛的城市卡斯特里便是以他的名字命名的。
1780年10月13日，他被路易十六任命为法国的海军大臣，直到1787年8月24日卸任。1783年，被提拔为法国元帅。
1787年参加显贵会议。1789年，路易十六再次任命他为海军大臣，但被他拒绝了，随后流亡科佩。